# Georgische Fußballnationalmannschaft/Europameisterschaften
Der Artikel beinhaltet eine ausführliche Darstellung der georgischen Fußballnationalmannschaft bei Europameisterschaften und den Qualifikationen dazu.

## Teilnahmen an Fußball-Europameisterschaften
Georgien war Teil der UdSSR. Diese nahm an den Europameisterschaften 1960 bis 1992 teil. Die Sowjetunion gewann bereits die erste Meisterschaft. In der 1960er Europameistermannschaft spielten die Georgier Micheil Meschi, Slawa Metreweli (Torschütze im Finale) und Giwi Tschocheli mit. Vier Jahre später war der Georgier Ramas Uruschadse Ersatztorhüter hinter Lew Jaschin als die Sowjetunion im Finale Spanien unterlag. Auch 1968 gehörten mit dem nicht eingesetzten Torhüter Ansor Kawasaschwili und den ebenfalls nicht eingesetzten Kachi Assatiani, Murtas Churzilawa und Giwi Nodia vier Georgier zum Aufgebot. 1972 war Churzilawa Kapitän der sowjetischen Mannschaft, die im Finale Deutschland unterlag. Zudem kamen Rewas Dsodsuaschwili und Giwi Nodia (Kurzeinsatz im Halbfinale) zum Einsatz. 1988 kam mit Tengis Sulakwelidse nochmals ein Georgier für die Sowjetunion und 1992 Kachaber Zchadadse für die GUS zum Einsatz.
| Jahr | Gastgeberland           | Teilnahme bis …    | Letzte(r) Gegner | Ergebnis | Trainer      | Bemerkungen und Besonderheiten |
| ---- | ----------------------- | ------------------ | ---------------- | -------- | ------------ | --- |
| 1996 | England                 | nicht qualifiziert |                  |          |              | In der Qualifikation an Rekordeuropameister und späterem Sieger Deutschland und Bulgarien gescheitert. |
| 2000 | Niederlande und Belgien | nicht qualifiziert |                  |          |              | In der Qualifikation Gruppenletzter hinter Norwegen, Slowenien, Griechenland, Lettland und Albanien |
| 2004 | Portugal                | nicht qualifiziert |                  |          |              | In der Qualifikation Gruppenletzter hinter der Schweiz, Russland, Irland und Albanien |
| 2008 | Österreich und Schweiz  | nicht qualifiziert |                  |          |              | In der Qualifikation an den Finalisten der WM 2006 Frankreich und Italien gescheitert. |
| 2012 | Polen und Ukraine       | nicht qualifiziert |                  |          |              | In der Qualifikation an Griechenland und Kroatien gescheitert. |
| 2016 | Frankreich              | nicht qualifiziert |                  |          |              | In der Qualifikation an Weltmeister Deutschland, Polen und Irland gescheitert. |
| 2021 | Europa                  | nicht qualifiziert |                  |          |              | In der Qualifikation zunächst an der Schweiz und Dänemark gescheitert und im Play-off-Finale an Nordmazedonien |
| 2024 | Deutschland             | Achtelfinale       | Spanien          |          | Willy Sagnol | In der Qualifikation als Gruppenvierter hinter Spanien und Schottland die direkte Qualifikation verpasst. In den Play-offs traf Georgien im Halbfinale auf Luxemburg und gewann mit 2:0. Im Play-off-Finale setzte sich das Team mit 4:2 im Elfmeterschießen gegen Griechenland durch und erreichte somit die Endrunde der Fußball-Europameisterschaft. In der Gruppenphase traf Georgien auf die Türkei, Tschechien und Portugal. |

## Endrunden mit 16 Teilnehmern

### 1996
Nachdem die Gemeinschaft unabhängiger Staaten 1992 noch an der EM-Endrunde teilgenommen hatten, nahmen die Staaten der ehemaligen Sowjetunion erstmals getrennt an der Qualifikation für die EM 1996 in England teil, für die sich erstmals 15 Mannschaften qualifizieren konnten. Georgien traf dabei auf Rekordeuropameister Deutschland, Bulgarien, Moldau, Wales und Albanien. Die von Aleksandre Tschiwadse trainierten Georgier verloren ihr erstes EM-Qualifikationsspiel daheim mit 0:1 gegen Moldau und anschließend mit 0:2 in Bulgarien. Dann gewannen sie aber daheim mit 5:0 gegen Wales, wobei Temur Kezbaia das erste Pflichtspieltor für Georgien erzielte. Auch das Rückspiel in Wales, beide Spiele gegen Albanien und das Heimspiel gegen Bulgarien wurden gewonnen. Da aber aller anderen Spiele verloren wurden, reichte es hinter Deutschland und Bulgarien nur zum dritten Platz, der nicht zur Teilnahme an der Endrunde berechtigte. Dies ist aber bis dato die beste Platzierung der Georgier in der EM-Qualifikation.

### 2000
In der Qualifikation für die erste EM-Endrunde in zwei Ländern, Belgien und der Niederlande, wurden die Georgier der Gruppe mit Norwegen, Slowenien, Griechenland, Lettland und Albanien zugelost, von denen zuvor nur Griechenland schon an einer EM-Endrunde teilgenommen hatte. Die Georgier konnten nur das erste Spiel noch unter Wladimir Guzajew gegen Albanien mit 1:0 gewinnen. Da hatte auch der Trainerwechsel zum Niederländer Johan Boskamp, dem gleichzeitigen Trainer des FC Dinamo Tiflis, nach fünf Spielen nicht geholfen, unter dem die Georgier in den restlichen fünf Spielen nur einen Punkt holten. Denn mit dem einen Sieg und den zwei Remis daheim gegen Slowenien und Lettland kam am Ende nur zum letzte Platz heraus. Für Boskamp endete damit seine Nebentätigkeit als Nationaltrainer und die Trainertätigkeit bei Dinamo.

### 2004
Für die EM in Portugal wurde Georgien in eine Qualifikationsgruppe mit der Schweiz, Russland, Irland und zum dritten Mal Albanien gelost. Die wieder von Aleksandre Tschiwadse trainierten Georgier konnten nur die Heimspiele gegen Russland und Albanien gewinnen sowie daheim ein torloses Remis gegen Gruppensieger Schweiz erreichen. Da die restlichen Spiele verloren wurden, belegten sie am Ende den letzten Platz der Gruppe. Dabei kam es schon nach drei Spielen zum Wechsel des Trainers, aber auch der Kroate Ivo Šušak saß nur bei zwei Spielen auf der Bank, dann übernahm Merab Jordania für die letzten drei Spiele das Kommando.

### 2008
In der Qualifikation für die EM in der Schweiz und Österreich trafen die von Klaus Toppmöller trainierten Georgier auf die beiden WM-Finalisten von 2006 Frankreich und Weltmeister Italien, Schottland, die Ukraine, Litauen und die Färöer. Die Georgier konnten nur beide Spiele gegen die Färöer und das Heimspiel gegen Schottland gewinnen, das bei einem Sieg statt Frankreich zur EM gefahren wäre. Zudem gelang daheim noch ein Remis gegen die Ukraine. Alle anderen Spiele wurden verloren, so dass es nur zum sechsten Platz reichte. Toppmöller betreute die Mannschaft dann noch bei zwei Freundschaftsspielen im Frühjahr 2008, dann wurde sein Vertrag aufgelöst und danach kam es zu keinem weiteren Engagement als Trainer.

### 2012
In der Qualifikation für die EM in Polen und der Ukraine trafen die nun von Temur Kezbaia, der 1994 das erste Pflichtspieltor für Georgien erzielt hatte, trainierten Georgier auf Griechenland, Kroatien, Israel, Lettland und Malta. Den Georgiern gelangen nur zwei 1:0-Heimsiege gegen Malta und Kroatien sowie vier Remis. Vier Spiele wurden verloren, so dass es nur zum fünften Platz reichte.

## Endrunden mit 24 Teilnehmern

### 2016
An der EM nahmen erstmals 24 Mannschaften teil. Für die Auslosung der Qualifikationsgruppen, die am 23. Februar 2014 erfolgte, war die Georgien in Topf 5 gesetzt. Georgien wurde in Gruppe D mit Weltmeister Deutschland gelost. Aus den anderen Töpfen wurden zugelost: Polen, Irland, Schottland und Gibraltar.
Die beiden Gruppenersten qualifizierten sich direkt für die EM-Endrunde. Wäre die drittplatzierte Mannschaft bester Gruppendritter geworden, hätte sie sich ebenfalls direkt qualifiziert. Die übrigen Gruppendritten spielten in Playoffs vier weitere Teilnehmer aus. Georgien konnte nur beide Spiele gegen Gibraltar und das Heimspiel gegen die Schotten gewinnen, die dadurch den dritten Platz verpassten. Durch sieben Niederlagen reichte es für die Georgier nur zum fünften Platz. Dabei hatte auch der Trainerwechsel nach vier Spielen von Temur Kezbaia zu Kachaber Zchadadse – EM-Spieler 1992 für die GUS – keinen positiven Effekt gebracht.

### 2021
In der Qualifikation für die paneuropäische EM traf Georgien, das seit 2016 vom Slowaken Vladimír Weiss trainiert wurde, auf die Schweiz, Dänemark, Irland und Gibraltar, gegen das die einzigen Siege gelangen. Zudem konnten noch in den Heimspielen gegen Dänemark und Irland torlose Remis erreicht werden. Alle anderen Spiele wurden verloren. Damit reichte es nur zum vierten Platz. Als Gruppensieger der Liga D1 der neu eingeführten UEFA Nations League 2018/19 hatten die Georgier aber noch die Chance sich über Play-off-Weg D zu qualifizieren. Dazu mussten sie zunächst im Halbfinale daheim gegen Belarus gewinnen, was mit 1:0 gelang. Auch im Finale gegen Nordmazedonien hatten sie Heimreicht, verloren aber mit 0:1, wodurch sich Nordmazedonien erstmals für die EM-Endrunde qualifizierte.

### 2024
In der Qualifikation für die zweite EM in Deutschland traf Georgien auf Spanien, Norwegen, Schottland und Zypern, das vom ehemaligen georgischen Nationaltrainer Temur Kezbaia trainiert wird. Die Georgier, die seit Februar 2021 vom Franzosen Willy Sagnol trainiert werden, gewannen nur die beiden Spiele gegen Zypern, das alle Spiele verlor. Zudem erreichten sie in den Heimspielen gegen Norwegen und Schottland Remis. Damit reichte es nur zum vierten Platz. Als Sieger der Liga C4 der UEFA Nations League 2022/23 hatten sie aber noch die Chance sich über Play-off-Pfad C zu qualifizieren. Diese Chance konnten sie nutzen und dabei vom Heimrecht profitieren. Zunächst gewannen sie das Halbfinale mit 2:0 gegen Luxemburg, den Zweiten der Liga C1. Im Finale trafen sie auf Griechenland, den Sieger der Liga C2. Nach torlosen 120 Minuten musste das Elfmeterschießen entscheiden, bei dem die Georgier die treffsicheren Schützen hatten. Einen Wermutstropfen gab es in der Pause als der in der Qualifikation nicht eingesetzte Ersatztorhüter Giorgi Loria nach einer Rudelbildung die Rote Karte hielt. Er wäre mindestens im ersten Endrundenspiel gesperrt.
Die Georgier starteten mit einer 1:3-Niederlage gegen die Türkei in ihre erste EM-Endrunde. Dabei fiel der dritte Gegentreffer erst in der Nachspielzeit als die Georgier auf den Ausgleich drängten und sich auch Torhüter Giorgi Mamardaschwili in die Angriffsbemühungen einschaltete, so dass das georgische Tor beim Konter der Türken leer war. Im zweiten Spiel gegen Tschechien gingen sie durch einen in der Nachspielzeit der ersten Halbzeit verwandelten Elfmeter in Führung, mussten aber in der zweiten Halbzeit noch den Ausgleich hinnehmen. Im letzten Gruppenspiel mussten sie daher gewinnen um noch die K.-o.-Runde zu erreichen. Gegen die bereits für das Achtelfinale als Gruppensieger qualifizierten Portugiesen gelang dies dann auch, so dass sie als zweitbester Gruppendritter ins Achtelfinale einzogen, wo sie auf den späteren Europameister Spanien trafen, das als einzige Mannschaft die Vorrunde mit drei Siegen abgeschlossen hatte. Die Georgier gingen zwar durch ein Eigentor nach 18 Minuten mit 1:0 in Führung, diese hielt aber nur bis zur 39 Minute. Nachdem sie mit 1:1 in die Pause gegangen waren, kassierten sie in der zweiten Halbzeit noch drei Gegentore und schieden mit 1:4 aus. Mit drei Toren war Georges Mikautadze bester Torschütze der Gruppenspiele und zusammen mit fünf weiteren Spielern, die in der K.-o.-Runde trafen, bester Torschütze des Turniers.

## Spieler mit den meisten Einsätzen bei Europameisterschaften
| Name                    | Spiele | Jahr (Spiele)      |
| ----------------------- | ------ | ------------------ |
| Suriko Dawitaschwili    | 4      | 2024 (4)           |
| Lascha Dwali            | 4      | 2024 (4)           |
| Otar Kakabadse          | 4      | 2024 (4)           |
| Guram Kaschia           | 4      | 2024 (4)           |
| Giorgi Kotschoraschwili | 4      | 2024 (4)           |
| Chwitscha Kwarazchelia  | 4      | 2024 (4)           |
| Luka Lotschoschwili     | 4      | 2024 (4)           |
| Giorgi Mamardaschwili   | 4      | 2024 (4)           |
| Giorgi Tschakwetadse    | 4      | 2024 (4)           |
| Giorgi Zitaischwili     | 4      | 2024 (4)           |
| Giorgi Gwelessiani      | 3      | 2024 (3)           |
| Solomon Kwirkwelia      | 3      | 2024 (3)           |
| Ansor Mekwabischwili    | 3      | 2024 (3)           |
| Georges Mikautadze      | 3      | 2024 (3)           |
| Sandro Altunaschwili    | 2      | 2024 (2)           |
| Murtas Churzilawa       | 2      | 1972 (2 ) 1968 (0) |
| Rewas Dsodsuaschwili    | 2      | 1972 (2)           |
| Otar Kiteischwili       | 2      | 2024 (2)           |
| Micheil Meschi          | 2      | 1960 (2)           |
| Slawa Metreweli         | 2      | 1960 (2)           |
| Budu Siwsiwadse         | 2      | 2024 (2)           |
| Tengis Sulakwelidse     | 2      | 1988 (2)           |
| Giwi Tschocheli         | 2      | 1960 (2)           |
| Giwi Nodia              | 1      | 1972 (1), 1968 (0) |
| Kachaber Zchadadse      | 1      | 1992 (1)           |
| 3 Spieler für Georgien  | 1      | 2024 (1)           |

Anmerkung: Kursiv gesetzte Spieler spielten für die UdSSR und/oder für die GUS (1992).
Stand: 30. Juni 2024

## Spieler mit den meisten Toren bei Europameisterschaften
| Tore | Spieler                | Jahr (Tore) |
| ---- | ---------------------- | ----------- |
| 03   | Georges Mikautadze     | 2024 (3)    |
| 01   | Slawa Metreweli        | 1960 (1)    |
|      | Chwitscha Kwarazchelia | 2024 (1)    |

## Anteil der im Ausland spielenden Spieler im EM-Kader
| Jahr (Spiele) | Anzahl (Länder) | Spieler (Einsätze) |
| ------------- | --- | --- |
| 2024 (4)      | 24 (1 in Aserbaidschan, 1 in Deutschland 1, 1 in England 1, 2 in Frankreich 2, 2 in Griechenland, 1 im Iran, 2 in Italien 2, 2 in Österreich, 2 in Polen, 1 in Rumänien, 1 in Saudi-Arabien, 1 in der Schweiz, 1 in der Slowakei, 2 in Spanien 2, 1 in der Ukraine, 1 in den USA, 2 in Zypern) | Luka Gugeschaschwili (0); Budu Siwsiwadse (2); Giorgi Tschakwetadse (4); Suriko Dawitaschwili (4), Georges Mikautadze (3); Lewan Schengelia (0), Jimmy Tabidse (0); Giorgi Gwelessiani (3); Chwitscha Kwarazchelia (4), Luka Lotschoschwili (4); Sandro Altunaschwili (2), Otar Kiteischwili (2); Otar Kakabadse (4), Nika Kwekweskiri (1); Ansor Mekwabischwili (3); Solomon Kwirkwelia (3); Gabriel Sigua (0); Guram Kaschia (4); Giorgi Kotschoraschwili (4), Giorgi Mamardaschwili (4); Giorgi Gotscholeischwili (0); Saba Lobschanidse (1); Lascha Dwali (4), Giorgi Kwilitaia (1) |

## Bei Europameisterschaften gesperrte Spieler
- 2024 hatte Ersatztorhüter Giorgi Loria im Play-off-Finale gegen Griechenland auf der Bank wegen Rudelbildung nach dem Halbzeitpfiff die Rote Karte erhalten und war für das erste Gruppenspiel gesperrt.[5][6]
- 2024 erhielt Ansor Mekwabischwili im dritten Gruppenspiel die zweite Gelbe Karte und war für Achtelfinale gegen Spanien gesperrt.

## Spiele
| Alle EM-Spiele |               |          |            |              |       |                     |                               |
| Nr.            | Datum         | Ergebnis | Gegner     | Anlass       | A/H/* | Austragungsort      | Bemerkungen                   |
| 1              | 18. Juni 2024 | 1:3      | Türkei     | Gruppenspiel | *     | Dortmund (DEU)      |                               |
| 2              | 22. Juni 2024 | 1:1      | Tschechien | Gruppenspiel | *     | Hamburg (DEU)       | Erstes Spiel gegen Tschechien |
| 3              | 26. Juni 2024 | 2:0      | Portugal   | Gruppenspiel | *     | Gelsenkirchen (DEU) |                               |
| 4              | 30. Juni 2024 | 1:4      | Spanien    | Achtelfinale | *     | Köln (DEU)          |                               |